# Lavergne (Lot)
Lavergne település Franciaországban, Lot megyében. Lakosainak száma 485 fő (2022. január 1.). Lavergne Bio, Gramat, Mayrinhac-Lentour és Thégra községekkel határos.

## Népesség
A település népességének változása:
| Lakosok száma | 297  | 292  | 387  | 429  | 437  | 449  | 446  | 462  | 471  | 485  |
|               | 1968 | 1982 | 1990 | 2006 | 2013 | 2015 | 2017 | 2019 | 2020 | 2022 |